# John C. Reilly
John C. Reilly (* 24. května 1965) je americký herec. Narodil se v Chicagu jako pátý ze šesti sourozenců. Jeho otec měl skotské a irské předky, matka litevské. Svou první filmovou roli dostal v roce 1989 ve snímku Oběti války. Později hrál například ve filmech Co žere Gilberta Grapea (1993) Chicago (2002) a Letec (2004). Rovněž vystupoval v několika videoklipech, včetně „Make Some Noise“ od Beastie Boys. Jeho manželkou je filmová producentka Alison Dickey.